# Zwei Witwen
Zwei Witwen (tschechisch Dvě vdovy) ist eine Oper in zwei Akten von Bedřich Smetana. Das Libretto wurde von Emanuel Züngel nach dem Einakter Les deux veuves des französischen Dichters Félicien Mallefille verfasst.
Smetana komponierte die Oper zwischen Juni 1873 und Januar 1874, die Uraufführung fand am 27. März 1874 unter der Leitung des Komponisten am Prager České Prozatimní Divadlo statt. Auf Grund des geringen Erfolges entschloss er sich im Jahre 1877 zu einer Umarbeitung: Er ersetzte die Dialoge durch Rezitative, fügte einige Musikstücke neu ein und erfand das Paar Toník-Lidka zu den übrigen handelnden Personen dazu. Die erste Aufführung der zweiten Fassung hatte am 15. März 1878 einen sehr großen Erfolg. Eine deutschsprachige Fassung mit geringen Änderungen wurde im Jahre 1958 von Kurt Honolka erstellt.

## Handlung

### Erster Akt
Man feiert den Kirchenweihtag am Schloss. Die zwei Witwen Karoline und Agnes, die hier leben, sind sehr verschieden. Die Gutsherrin Karoline freut sich über ihre Freiheit und Unabhängigkeit, aber Agnes kann sich nicht mit ihrem Schicksal anfreunden. Sie fühlt sich von ihrem Freier Ladislav bedrängt, deswegen ist sie zu Karoline aufs Land gefahren. So muss sich Ladislav Agnes mit einer List nähern: Er wildert im Wald des Schlosses und wird vom Heger Mumlal im Auftrag von Karoline verhaftet. Karoline spürt Ladislavs Gefühle sofort und verurteilt ihn zu einem Tag Hausarrest in ihrem Schloss. Ladislavs nimmt die Strafe an, Agnes kann ihren Protest nicht durchsetzen. Am Ende des Aktes besingen Lidka und Toník mit dem Chor die Kraft der Liebe.

### Zweiter Akt
Ladislav singt im Gefängnis Liebeslieder, während sich Agnes über ihre Gefühle klar werden muss. Sie kann sich nicht zu einem Geständnis durchringen. Auch Karolines Anspielungen und sogar ein Liebesgeständnis von Ladislav können sie nicht dazu bringen, ihre Gefühle zu bekennen. Erst als Karoline beginnt, mit Ladislav zu flirten, beschließt Agnes, ihre Gefühle Ladislav gegenüber zuzugeben. Lidunka und Toník lassen sich vom neidischen Mumlal nicht von ihrer Liebe abbringen. Als Agnes in ihrem schönsten Ballkleid zurückkommt, sieht sie, wie sich Ladislav Karoline zu Füßen wirft. Er kann die peinliche Situation nicht aufklären und Agnes ist am Boden zerstört. Sie gesteht ihre Liebe und verzichtet Karoline zuliebe auf Ladislav. Der fällt ihr aber plötzlich in die Arme, und am Kirchweihtag verloben sich beide.

## Entstehung
Die Vorlage des Librettos ist die einaktige französische Komödie Les deux veuves von Félicien Mallefille, 1860 im Théâtre Français in Paris uraufgeführt. Fünf Jahre später erschien eine deutsche Bearbeitung, angefertigt von der Wiener Schriftstellerin Marie Gordon unter ihrem Pseudonym Alexander Bergen. Diese deutsche Fassung übertrug Emanuel Züngel wiederum 1868 ins Tschechische. Sowohl die deutsche als auch die tschechische Bearbeitung der Komödie wurden in den 1860er Jahren in Prag aufgeführt. Später arbeitete Züngel diese Vorlage zu einem Opernlibretto für Smetana um und änderte den Schauplatz; das Stück spielte nunmehr auf einem böhmischen Schloss statt in Frankreich.
Die erste Fassung war eine zweiaktige Oper für vier Soli, Chor und Orchester mit gesprochenen Dialogen, die aus 13 Nummern bestand. Die Uraufführung am 27. März 1874 dirigierte Smetana selbst. Unzufrieden mit dem Erfolg und Ergebnis, revidierte Smetana das Werk: Er wandelte die gesprochenen Dialoge in Rezitative um, fügte zwei kleinere Rollen hinzu (Toník und Lidka), schrieb ein neues Finale für den ersten Akt und ergänzte eine Arie und ein Terzett. Diese am 13. Juli 1877 fertiggestellte Fassung wird heute als die gültige Gestalt der Oper angesehen. Sie wurde am 15. März 1878 in Prag uraufgeführt und erntete großen Erfolg. Im Druck erschien sie allerdings erst 1914 bei Umělecká Beseda in Prag.
Bereits 1893 wurde jedoch bei Bote & Bock ein Klavierauszug in deutscher und tschechischer Sprache gedruckt, der beträchtliche Veränderungen aufwies. So hatte die Oper nun drei Akte statt zwei, das Libretto war erheblich umgearbeitet und zwei neue Nummern kamen hinzu. Diese Fassung ging auf die erste deutsche Aufführung am Hamburger Staatstheater 1881 zurück. Der Direktor des Theaters, Bernhard Pollini, hatte die Übersetzung von Josef Srb-Debrnov, einem Freund Smetanas, für ungeeignet befunden und den Bühnenautor Roderich Fels beauftragt, eine deutsche Neufassung zu erstellen, ohne dies mit Smetana abzusprechen. Fels verlegte den Schauplatz zurück nach Frankreich, allerdings in die Provence, die Zeit auf das letzte Drittel des 18. Jahrhunderts, änderte alle Namen und griff weitreichend in die Struktur des Werks ein. Smetana erfuhr dies erst nach der Erstaufführung, ebenso erfuhr er erst zu diesem Zeitpunkt, dass Pollini die Publikationsrechte an Bote & Bock verkauft hatte und der Verlag Nachkompositionen wünschte. Er protestierte heftig. Insbesondere verwahrte er sich gegen die Rückverlegung des Schauplatzes nach Frankreich. Seine Musik sei „rein tschechisch“ und lasse sich nirgendwo anders denken als in Böhmen. Sie gehöre zudem in die Gegenwart und passe überhaupt nicht ins Rokoko. Kürzungen lasse er sich gefallen, aber keinesfalls Änderungen oder gar Neukompositionen. Speziell auf Applaus berechnete Wendungen seien seinem Werk unangemessen, nicht eine Note werde er zu solchen Zwecken hinzufügen. Es kam dann aber doch zu längeren Verhandlungen mit dem Verlag. Der deutsche Text wurde von Josef Zubatý revidiert, die Handlung kam wieder nach Böhmen, blieb aber im 18. Jahrhundert, und es blieb auch bei drei Akten. Smetana ließ sich zu dem Zugeständnis breitschlagen, eine Cabaletta und ein neues Terzett nachzukomponieren. Das neue Terzett überschrieb er mit den Worten: Geschrieben auf Verlangen der Deutschen. Diese Fassung wird heute als nicht authentisch angesehen und hat sich nicht durchgesetzt.

## Orchester
Die Orchesterbesetzung der Oper umfasst die folgenden Instrumente:
- Holzbläser: zwei Flöten, zwei Oboen, zwei Klarinetten, zwei Fagotte
- Blechbläser: vier Hörner, zwei Trompeten, drei Posaunen
- Pauken, Triangel
- Streicher